# Tredici vite
Tredici vite (Thirteen Lives) è un film del 2022 diretto da Ron Howard, basato sulla storia reale dell'incidente di Tham Luang.

## Trama
Dodici adolescenti e un adulto rimangono intrappolati all'interno di Tham Luang Nang Non, una grotta nella provincia di Chiang Rai. Le piogge monsoniche fanno salire il livello delle acque e le autorità tailandesi devono salvare le tredici persone intrappolate prima che anneghino.

## Produzione

### Sviluppo
Nell'aprile 2020 è stato annunciato che Ron Howard avrebbe diretto un film sceneggiato da William Nicholson e basato sull'incidente di Tham Luang. Il mese successivo la Metro-Goldwyn-Mayer ha acquistato i diritti del film. Nel marzo 2021 Viggo Mortensen, Colin Farrell e Joel Edgerton si sono uniti al cast.

### Riprese
Le riprese principali sono iniziate il 29 marzo 2021 in Australia.

## Distribuzione
Tredici vite ha ricevuto una distribuzione limitata nelle sale statunitensi a partire dal 29 luglio 2022 e il 5 agosto è stato reso disponibile a livello internazionale su Amazon Prime Video.

## Accoglienza
Tredici vite è stato accolto positivamente dalla critica. L'aggregatore di recensioni Rotten Tomatoes riporta l'87% di recensioni positive, con un punteggio medio di 7,2/10 basato su critiche. Metacritic riporta un punteggio di 66 su 100 basato su 40 recensioni.